# کارآگاه کانن: پرونده بسته شد
کارآگاه کانن: پرونده بسته شد (انگلیسی: Case Closed: Zero the Enforcer) یک فیلم معمایی انیمه ژاپنی محصول ۲۰۱۸ به کارگردانی یوزورو تاچیکاوا است.